# Историја српског народа (књига)
Историја српског народа у шест књига, са десет свезака: од досељавања Срба у Југоисточну Европу, до 1918. године, капитално је дело у издању Српске књижевне задруга, које обрађује и обједињава политичку историју српског народа са друштвеним, културним и економским развојем. Прва издања појединачних књига појавила су се у раздобљу од 1981. до 1993. године, а касније су приређивана и нова издања, друго (1994) и треће (2000). У оба накнадна издања задржан је исти штампарски прелом из првог издања.
Дело је конципирано као вишетомна монографска публикација, заснована на унутрашњој подели томова и свезака на тематска поглавља, чија је израда поверена водећим стручњацима за поједине периоде, док је уклапање свих поглавља у јединствену целину било поверено уређивачком одбору. Међу уредницима и ауторима су били највећи српски стручњаци у областима историје, уметности, књижевности, социологије и језика: Драгослав Срејовић, Мирослава Мирковић, Јован И. Ковачевић, Павле Ивић, Сима Ћирковић, Димитрије Богдановић, Војислав Ј. Ђурић, Љубомир Максимовић, Јованка Калић, Божидар Ферјанчић, Милош Благојевић, Гордана Бабић-Ђорђевић, Раде Михаљчић, Андреј Митровић, Драгиша Живковић, Предраг Палавестра, Дејан Медаковић, Радован Самарџић, Владета Тешић, Чедомир Попов, Милорад Екмечић, Милорад Павић, Рајко Веселиновић, Мирослав Пантић, Никола Гавриловић, Александар Младеновић, Сретен Петковић, Тома Поповић, Радован Самарџић и други.
Историја српског народа представља важно научно дело у коме је на прегледан начин приказано десет векова историје српског народа. Иако је појавом овог обимног и значајног дела био учињен велики допринос развоју српске научне историографије, извесни аспекти уређивачке концепције су упоредо са појавом првих издања појединих томова и свезака (1981-1993) наишли на критике у делу стручне јавности, што се у првом реду односило на пристанак уређивачког одбора да се у оквиру средњовековних томова изврши знатна редукција излагања о западним српским областима (Босна, Травунија, Хумска земља, Неретљанска област), на шта су се у потоњим томовима надовезале и неке сличне појаве, као што је редукција приказа старе Дубровачке књижевности у склопу излагања о историји српске књижевности.
Као уредник првог тома, који је претрпео знатне критике, академик Сима Ћирковић је 1997. године признао да су током израде концепта за припрему овог дела постојали озбиљни притисци, усмерени ка изостављању садржаја који су се односили на историју српског народа на просторима Црне Горе и Босне и Херцеговине.

## Прва издања
- Историја српског народа, књ. I, Београд 1981.
- Историја српског народа, књ. II, Београд 1982.
- Историја српског народа, књ. III-1, Београд 1993.
- Историја српског народа, књ. III-2, Београд 1993.
- Историја српског народа, књ. IV-1, Београд 1986.
- Историја српског народа, књ. IV-2, Београд 1986.
- Историја српског народа, књ. V-1, Београд 1981.
- Историја српског народа, књ. V-2, Београд 1981.
- Историја српског народа, књ. VI-1, Београд 1983.
- Историја српског народа, књ. VI-2, Београд 1983.

## Избор из садржаја
Књ. I
- Срејовић, Драгослав (1981). „Културе старијег и средњег каменог доба”. Историја српског народа. 1. Београд: Српска књижевна задруга. стр. 3—14.
- Срејовић, Драгослав (1981). „Културе млађег каменог доба”. Историја српског народа. 1. Београд: Српска књижевна задруга. стр. 15—30.
- Срејовић, Драгослав (1981). „Културе бакарног и раног бронзаног доба”. Историја српског народа. 1. Београд: Српска књижевна задруга. стр. 31—43.
- Срејовић, Драгослав (1981). „Културе средњег и позног бронзаног доба”. Историја српског народа. 1. Београд: Српска књижевна задруга. стр. 44—53.
- Срејовић, Драгослав (1981). „Културе гвозденог доба”. Историја српског народа. 1. Београд: Српска књижевна задруга. стр. 54—65.
- Мирковић, Мирослава (1981). „Римско освајање и организација римске власти”. Историја српског народа. 1. Београд: Српска књижевна задруга. стр. 66—76.
- Мирковић, Мирослава (1981). „Економско-социјални развој у II и III веку”. Историја српског народа. 1. Београд: Српска књижевна задруга. стр. 77—88.
- Мирковић, Мирослава (1981). „Централне балканске области у доба позног царства”. Историја српског народа. 1. Београд: Српска књижевна задруга. стр. 89—105.
- Ковачевић, Јован И. (1981). „Досељење Словена на Балканско полуострво”. Историја српског народа. 1. Београд: Српска књижевна задруга. стр. 109—124.
- Ивић, Павле (1981). „Језик и његов развој до друге половине XII века”. Историја српског народа. 1. Београд: Српска књижевна задруга. стр. 125—140.
- Ћирковић, Сима (1981). „Образовање српске државе”. Историја српског народа. 1. Београд: Српска књижевна задруга. стр. 141—155.
- Ћирковић, Сима (1981). „Србија између Византијског царства и Бугарске”. Историја српског народа. 1. Београд: Српска књижевна задруга. стр. 156—169.
- Максимовић, Љубомир (1981). „Тријумф Византије почетком XI века”. Историја српског народа. 1. Београд: Српска књижевна задруга. стр. 170—179.
- Ћирковић, Сима (1981). „Осамостаљивање и успон дукљанске државе”. Историја српског народа. 1. Београд: Српска књижевна задруга. стр. 180—196.
- Калић, Јованка (1981). „Српски велики жупани у борби с Византијом”. Историја српског народа. 1. Београд: Српска књижевна задруга. стр. 197—211.
- Богдановић, Димитрије (1981). „Почеци српске књижевности”. Историја српског народа. 1. Београд: Српска књижевна задруга. стр. 212—229.
- Ђурић, Војислав Ј. (1981). „Почеци уметности код Срба”. Историја српског народа. 1. Београд: Српска књижевна задруга. стр. 230—248.
- Калић, Јованка (1981). „Борбе и тековине великог жупана Стефана Немање”. Историја српског народа. 1. Београд: Српска књижевна задруга. стр. 251—262.
- Ћирковић, Сима (1981). „Унутрашње и спољне кризе у време Немањиних наследника”. Историја српског народа. 1. Београд: Српска књижевна задруга. стр. 263—272.
- Ђурић, Војислав Ј. (1981). „Преокрет у уметности Немањиног доба”. Историја српског народа. 1. Београд: Српска књижевна задруга. стр. 273—296.
- Ферјанчић, Божидар (1981). „Одбрана Немањиног наслеђа - Србија постаје краљевина”. Историја српског народа. 1. Београд: Српска књижевна задруга. стр. 297—314.
- Богдановић, Димитрије (1981). „Преображај српске цркве”. Историја српског народа. 1. Београд: Српска књижевна задруга. стр. 315—327.
- Богдановић, Димитрије (1981). „Српска књижевност на путевима самосталног стварања”. Историја српског народа. 1. Београд: Српска књижевна задруга. стр. 328—340.
- Ћирковић, Сима (1981). „Српске и поморске земље краља Уроша I”. Историја српског народа. 1. Београд: Српска књижевна задруга. стр. 341—356.
- Благојевић, Милош (1981). „Основе привредног развитка”. Историја српског народа. 1. Београд: Српска књижевна задруга. стр. 357—371.
- Благојевић, Милош (1981). „Владар и поданици, властела и војници, зависни људи и трговци”. Историја српског народа. 1. Београд: Српска књижевна задруга. стр. 372—388.
- Ђурић, Војислав Ј. (1981). „Рашко и приморско градитељство”. Историја српског народа. 1. Београд: Српска књижевна задруга. стр. 389—407.
- Ђурић, Војислав Ј. (1981). „Српско сликарство на врхунцу”. Историја српског народа. 1. Београд: Српска књижевна задруга. стр. 408—433.
- Максимовић, Љубомир (1981). „Почеци освајачке политике”. Историја српског народа. 1. Београд: Српска књижевна задруга. стр. 437—448.
- Ћирковић, Сима (1981). „Унутрашње борбе почетком XIV века”. Историја српског народа. 1. Београд: Српска књижевна задруга. стр. 449—461.
- Ћирковић, Сима (1981). „Унутрашња политика краља Милутина”. Историја српског народа. 1. Београд: Српска књижевна задруга. стр. 462—475.
- Бабић-Ђорђевић, Гордана (1981). „Класицизам доба Палелога у српској уметности”. Историја српског народа. 1. Београд: Српска књижевна задруга. стр. 476—495.
- Ћирковић, Сима (1981). „Владавина Стефана Уроша III Дечанског”. Историја српског народа. 1. Београд: Српска књижевна задруга. стр. 496—510.
- Ферјанчић, Божидар (1981). „Освајачка политика краља Душана”. Историја српског народа. 1. Београд: Српска књижевна задруга. стр. 511—523.
- Благојевић, Милош (1981). „Идеја и стварност Душановог царевања”. Историја српског народа. 1. Београд: Српска књижевна задруга. стр. 524—540.
- Ћирковић, Сима; Михаљчић, Раде (1981). „Освајања и одолевања: Душанова политика 1346-1355”. Историја српског народа. 1. Београд: Српска књижевна задруга. стр. 541—556.
- Богдановић, Димитрије (1981). „Душаново законодавство”. Историја српског народа. 1. Београд: Српска књижевна задруга. стр. 557—565.
- Михаљчић, Раде (1981). „Почетак Урошеве владавине - спољни напади”. Историја српског народа. 1. Београд: Српска књижевна задруга. стр. 566—572.
- Михаљчић, Раде (1981). „Два царства”. Историја српског народа. 1. Београд: Српска књижевна задруга. стр. 573—582.
- Михаљчић, Раде (1981). „Цар и краљ: Неуспешно савладарство”. Историја српског народа. 1. Београд: Српска књижевна задруга. стр. 583—592.
- Михаљчић, Раде (1981). „Маричка битка”. Историја српског народа. 1. Београд: Српска књижевна задруга. стр. 593—602.
- Богдановић, Димитрије (1981). „Књижевност у знаку Свете Горе”. Историја српског народа. 1. Београд: Српска књижевна задруга. стр. 603—616.
- Ивић, Павле (1981). „Језик у немањићкој епоси”. Историја српског народа. 1. Београд: Српска књижевна задруга. стр. 617—640.
- Бабић-Ђорђевић, Гордана (1981). „Разграњавање уметничке делатности и појаве стилске разнородности”. Историја српског народа. 1. Београд: Српска књижевна задруга. стр. 641—663.

Књ. II
- Богдановић, Димитрије (1982). „Оживљавање немањићких традиција”. Историја српског народа. 2. Београд: Српска књижевна задруга. стр. 7—20.
- Михаљчић, Раде (1982). „Доба обласних господара”. Историја српског народа. 2. Београд: Српска књижевна задруга. стр. 21—35.
- Михаљчић, Раде (1982). „Косовска битка”. Историја српског народа. 2. Београд: Српска књижевна задруга. стр. 36—46.
- Ћирковић, Сима (1982). „Године криза и превирања”. Историја српског народа. 2. Београд: Српска књижевна задруга. стр. 47—63.
- Калић, Јованка (1982). „Велики преокрет”. Историја српског народа. 2. Београд: Српска књижевна задруга. стр. 64—74.
- Калић, Јованка (1982). „Немирно доба”. Историја српског народа. 2. Београд: Српска књижевна задруга. стр. 75—87.
- Калић, Јованка (1982). „Снажење Деспотовине”. Историја српског народа. 2. Београд: Српска књижевна задруга. стр. 88—99.
- Ковачевић-Којић, Десанка (1982). „Привредни успон”. Историја српског народа. 2. Београд: Српска књижевна задруга. стр. 100—108.
- Благојевић, Милош (1982). „Врховна власт и државна управа”. Историја српског народа. 2. Београд: Српска књижевна задруга. стр. 109—127.
- Богдановић, Димитрије (1982). „Српска књижевност после Косова”. Историја српског народа. 2. Београд: Српска књижевна задруга. стр. 128—143.
- Бабић-Ђорђевић, Гордана; Ђурић, Војислав Ј. (1982). „Полет уметности”. Историја српског народа. 2. Београд: Српска књижевна задруга. стр. 144—191.
- Спремић, Момчило (1982). „Припајање Зете Деспотовини и ширење млетачке власти у Приморју”. Историја српског народа. 2. Београд: Српска књижевна задруга. стр. 195—204.
- Калић, Јованка (1982). „Доба привидног мира”. Историја српског народа. 2. Београд: Српска књижевна задруга. стр. 205—217.
- Спремић, Момчило (1982). „Почетак владавине Ђурђа Бранковића”. Историја српског народа. 2. Београд: Српска књижевна задруга. стр. 218—229.
- Ћирковић, Сима (1982). „Противречности балканске политике”. Историја српског народа. 2. Београд: Српска књижевна задруга. стр. 230—240.
- Спремић, Момчило (1982). „Први пад Деспотовине”. Историја српског народа. 2. Београд: Српска књижевна задруга. стр. 241—253.
- Спремић, Момчило (1982). „Дуга војна и обнова државе”. Историја српског народа. 2. Београд: Српска књижевна задруга. стр. 254—267.
- Ковачевић-Којић, Десанка (1982). „Србија, мајдан сребра и злата”. Историја српског народа. 2. Београд: Српска књижевна задруга. стр. 268—277.
- Божић, Иван (1982). „Потискивање православља”. Историја српског народа. 2. Београд: Српска књижевна задруга. стр. 278—288.
- Спремић, Момчило; Калић, Јованка (1982). „Султан Мехмед II Освајач и Србија”. Историја српског народа. 2. Београд: Српска књижевна задруга. стр. 289—30.[мртва веза]
- Спремић, Момчило (1982). „Пропаст средњовековне државе”. Историја српског народа. 2. Београд: Српска књижевна задруга. стр. 303—313.
- Ћирковић, Сима (1982). „Кретања према северу”. Историја српског народа. 2. Београд: Српска књижевна задруга. стр. 314—329.
- Богдановић, Димитрије (1982). „Нова средишта књижевне делатности”. Историја српског народа. 2. Београд: Српска књижевна задруга. стр. 330—342.
- Ђурић, Војислав Ј. (1982). „Уметност у Босни између јадранских градова и Србије”. Историја српског народа. 2. Београд: Српска књижевна задруга. стр. 343—370.
- Ћирковић, Сима (1982). „Српска властела у борби за обнову Деспотовине”. Историја српског народа. 2. Београд: Српска књижевна задруга. стр. 373—389.
- Ћирковић, Сима (1982). „Пад Босне и покушаји отпора турском освајању”. Историја српског народа. 2. Београд: Српска књижевна задруга. стр. 390—402.
- Божић, Иван (1982). „Распад млетачког система у Приморју”. Историја српског народа. 2. Београд: Српска књижевна задруга. стр. 403—413.
- Благојевић, Милош; Спремић, Момчило (1982). „Слом Црнојевића”. Историја српског народа. 2. Београд: Српска књижевна задруга. стр. 414—430.
- Ћирковић, Сима (1982). „Српски живаљ на новим огњиштима”. Историја српског народа. 2. Београд: Српска књижевна задруга. стр. 431—444.
- Ћирковић, Сима (1982). „Последњи Бранковићи”. Историја српског народа. 2. Београд: Српска књижевна задруга. стр. 445—464.
- Ћирковић, Сима (1982). „Срби у одбрани угарских граница”. Историја српског народа. 2. Београд: Српска књижевна задруга. стр. 465—478.
- Ћирковић, Сима (1982). „Последњи деспоти”. Историја српског народа. 2. Београд: Српска књижевна задруга. стр. 479—490.
- Богдановић, Димитрије (1982). „Српска књижевност између традиције и хронике свога времена”. Историја српског народа. 2. Београд: Српска књижевна задруга. стр. 491—503.
- Пантић, Мирослав (1982). „Усмено песништво”. Историја српског народа. 2. Београд: Српска књижевна задруга. стр. 504—518.
- Ивић, Павле (1982). „Књижевни и народни језик код Срба”. Историја српског народа. 2. Београд: Српска књижевна задруга. стр. 519—534.
- Ђурић, Војислав Ј. (1982). „Последња уметничка жаришта”. Историја српског народа. 2. Београд: Српска књижевна задруга. стр. 535—545.

Књ. III-1
- Самарџић, Радован (1993). „Српски народ под турском влашћу”. Историја српског народа. 3 (1). Београд: Српска књижевна задруга. стр. 5—114.
- Самарџић, Радован (1993). „Срби у ратовима Турске до 1683”. Историја српског народа. 3 (1). Београд: Српска књижевна задруга. стр. 115—424.
- Веселиновић, Рајко (1993). „Срби у Хрватској у XVI и XVII веку”. Историја српског народа. 3 (1). Београд: Српска књижевна задруга. стр. 427—490.
- Веселиновић, Рајко (1993). „Срби у Великом рату 1683-1699”. Историја српског народа. 3 (1). Београд: Српска књижевна задруга. стр. 491—574.
- Поповић, Тома (1993). „Привреда у XVI и XVII веку”. Историја српског народа. 3 (1). Београд: Српска књижевна задруга. стр. 575—645.

Књ. III-2
- Самарџић, Радован (1993). „Српска православна црква у XVI и XVII веку”. Историја српског народа. 3 (2). Београд: Српска књижевна задруга. стр. 5—102.
- Ивић, Павле (1993). „Језичке прилике Срба у раздобљу од 1537. до 1699. године”. Историја српског народа. 3 (2). Београд: Српска књижевна задруга. стр. 105—134.
- Пантић, Мирослав (1993). „Књижевност на тлу Црне Горе и Боке Которске”. Историја српског народа. 3 (2). Београд: Српска књижевна задруга. стр. 135—255.
- Пантић, Мирослав (1993). „Народна или усмена књижевност”. Историја српског народа. 3 (2). Београд: Српска књижевна задруга. стр. 256—326.
- Петковић, Сретен (1993). „Ликовне уметности”. Историја српског народа. 3 (2). Београд: Српска књижевна задруга. стр. 327—424.
- Медаковић, Дејан (1993). „Старе српске штампарије”. Историја српског народа. 3 (2). Београд: Српска књижевна задруга. стр. 425—440.

Књ. IV-1
- Самарџић, Радован (1986). „Срби у Турском царству 1699-1716”. Историја српског народа. 4 (1). Београд: Српска књижевна задруга. стр. 7—30.
- Милићевић, Јован (1986). „Црна Гора првих деценија XVIII века”. Историја српског народа. 4 (1). Београд: Српска књижевна задруга. стр. 31—38.
- Веселиновић, Рајко (1986). „Народноцрквена и привилегијска питања Срба у Хабсбуршкој Монархији 1699—1716. године”. Историја српског народа. 4 (1). Београд: Српска књижевна задруга. стр. 39—54.
- Гавриловић, Славко (1986). „Срби у Угарској и Славонији од Карловачког мира до аустро-турског рата 1716-1718”. Историја српског народа. 4 (1). Београд: Српска књижевна задруга. стр. 55—61.
- Гавриловић, Славко (1986). „Срби у Хрватској од бечког рата до рата 1716-1718”. Историја српског народа. 4 (1). Београд: Српска књижевна задруга. стр. 62—77.
- Форишковић, Александар (1986). „Срби у Хабсбуршкој Монархији и покрет Фрање (Ференца) II Ракоција (1703—1711)”. Историја српског народа. 4 (1). Београд: Српска књижевна задруга. стр. 78—85.
- Самарџић, Радован (1986). „Срби у Турском царству 1718-1737”. Историја српског народа. 4 (1). Београд: Српска књижевна задруга. стр. 89—105.
- Веселиновић, Рајко (1986). „Србија под аустријском влашћу 1718-1739”. Историја српског народа. 4 (1). Београд: Српска књижевна задруга. стр. 106—162.
- Гавриловић, Славко (1986). „Срби у Угарској и Славонији од Пожаревачког мира до аустро-турског рата 1737-1739”. Историја српског народа. 4 (1). Београд: Српска књижевна задруга. стр. 163—175.
- Гавриловић, Славко (1986). „Срби у Хрватској од аустро-турског рата 1716-1718. до рата 1737-1739”. Историја српског народа. 4 (1). Београд: Српска књижевна задруга. стр. 176—191.
- Гавриловић, Славко (1986). „Срби у Угарској и Славонији од аустро-турског рата 1737-1739. до краја XVIII века”. Историја српског народа. 4 (1). Београд: Српска књижевна задруга. стр. 195—216.
- Гавриловић, Славко (1986). „Срби у Хрватској од Београдског мира до краја XVIII века”. Историја српског народа. 4 (1). Београд: Српска књижевна задруга. стр. 217—232.
- Форишковић, Александар (1986). „Политички, правни и друштвени односи код Срба у Хабсбуршкој Монархији”. Историја српског народа. 4 (1). Београд: Српска књижевна задруга. стр. 233—305.
- Самарџић, Радован (1986). „Срби у Турском царству од Београдског мира до првог устанка 1739-1804. - Унутрашњи живот”. Историја српског народа. 4 (1). Београд: Српска књижевна задруга. стр. 306—350.
- Гавриловић, Славко (1986). „Ка српској револуцији”. Историја српског народа. 4 (1). Београд: Српска књижевна задруга. стр. 351—431.
- Самарџић, Радован (1986). „Босна и Херцеговина у XVIII веку”. Историја српског народа. 4 (1). Београд: Српска књижевна задруга. стр. 432—497.
- Милићевић, Јован; Ракочевић, Новица (1986). „Црна Гора од 1735-1797”. Историја српског народа. 4 (1). Београд: Српска књижевна задруга. стр. 498—530.
- Самарџић, Радован (1986). „Српска црква у Турском царству 1690-1766”. Историја српског народа. 4 (1). Београд: Српска књижевна задруга. стр. 531—552.

Књ. IV-2
- Веселиновић, Рајко (1986). „Срби у Далмацији”. Историја српског народа. 4 (2). Београд: Српска књижевна задруга. стр. 7—66.
- Ивић, Павле; Младеновић, Александар (1986). „О језику код Срба у раздобљу од 1699. до 1804. године”. Историја српског народа. 4 (2). Београд: Српска књижевна задруга. стр. 69—106.
- Пантић, Мирослав (1986). „Народно (усмено) песништво”. Историја српског народа. 4 (2). Београд: Српска књижевна задруга. стр. 107—164.
- Павић, Милорад (1986). „Српска књижевност барока”. Историја српског народа. 4 (2). Београд: Српска књижевна задруга. стр. 165—195.
- Павић, Милорад (1986). „Српска књижевност и просветитељство”. Историја српског народа. 4 (2). Београд: Српска књижевна задруга. стр. 196—212.
- Павић, Милорад (1986). „Српска књижевност класицизма”. Историја српског народа. 4 (2). Београд: Српска књижевна задруга. стр. 213—226.
- Павић, Милорад (1986). „Српска књижевност предромантизма”. Историја српског народа. 4 (2). Београд: Српска књижевна задруга. стр. 227—244.
- Медаковић, Дејан (1986). „Српска уметност XVIII века”. Историја српског народа. 4 (2). Београд: Српска књижевна задруга. стр. 245—349.
- Гавриловић, Никола (1986). „Школство код Срба у Хабсбуршкој монархији”. Историја српског народа. 4 (2). Београд: Српска књижевна задруга. стр. 350—362.

Књ. V-1
- Стојанчевић, Владимир (1981). „Српска национална револуција и обнова државе од краја XVIII века до 1839”. Историја српског народа. 5 (1). Београд: Српска књижевна задруга. стр. 5—158.
- Милићевић, Јован (1981). „Црна Гора 1797-1851”. Историја српског народа. 5 (1). Београд: Српска књижевна задруга. стр. 159—211.
- Стојанчевић, Владимир (1981). „Српски народ под турском влашћу у првој половини XIX века”. Историја српског народа. 5 (1). Београд: Српска књижевна задруга. стр. 213—248.
- Милићевић, Јован (1981). „Србија 1839-1868”. Историја српског народа. 5 (1). Београд: Српска књижевна задруга. стр. 249—301.
- Попов, Чедомир (1981). „Србија 1868—1878. године”. Историја српског народа. 5 (1). Београд: Српска књижевна задруга. стр. 303—421.
- Јовановић, Радоман (1981). „Црна Гора 1851-1878”. Историја српског народа. 5 (1). Београд: Српска књижевна задруга. стр. 423—446.
- Екмечић, Милорад (1981). „Српски народ у Турској од средине XIX века до 1878”. Историја српског народа. 5 (1). Београд: Српска књижевна задруга. стр. 447—526.

Књ. V-2
- Гавриловић, Славко (1981). „Срби у Хабсбуршкој Монархији од краја XVIII до средине XIX века”. Историја српског народа. 5 (2). Београд: Српска књижевна задруга. стр. 5—106.
- Крестић, Василије (1981). „Срби у Хабсбуршкој Монархији 1849-1868”. Историја српског народа. 5 (2). Београд: Српска књижевна задруга. стр. 107—150.
- Раденић, Андрија (1981). „Срби у Хабсбуршкој Монархији 1868-1878”. Историја српског народа. 5 (2). Београд: Српска књижевна задруга. стр. 151—275.
- Милутиновић, Коста (1981). „Срби у Далмацији 1797-1878”. Историја српског народа. 5 (2). Београд: Српска књижевна задруга. стр. 277—307.
- Ивић, Павле; Кашић, Јован (1981). „Културна историја Срба у XIX веку (до седамдесетих година)”. Историја српског народа. 5 (2). Београд: Српска књижевна задруга. стр. 309—380.
- Живковић, Драгиша (1981). „Романтизам у српској књижевности”. Историја српског народа. 5 (2). Београд: Српска књижевна задруга. стр. 381—415.
- Медаковић, Дејан (1981). „Српска уметност у XIX веку (до 1870)”. Историја српског народа. 5 (2). Београд: Српска књижевна задруга. стр. 416—462.

Књ. VI-1
- Попов, Чедомир (1983). „Привреда, друштво и политика”. Историја српског народа. 6 (1). Београд: Српска књижевна задруга. стр. 7—49.
- Попов, Чедомир (1983). „Немирне године и везивање за Аустро-Угарску”. Историја српског народа. 6 (1). Београд: Српска књижевна задруга. стр. 50—94.
- Ђорђевић, Димитрије (1983). „У сенци Аустро-Угарске”. Историја српског народа. 6 (1). Београд: Српска књижевна задруга. стр. 95—134.
- Ђорђевић, Димитрије (1983). „Сучељавање са Аустро-Угарском”. Историја српског народа. 6 (1). Београд: Српска књижевна задруга. стр. 135—173.
- Ђорђевић, Димитрије (1983). „На почетку раздобља ратова”. Историја српског народа. 6 (1). Београд: Српска књижевна задруга. стр. 174—207.
- Ракочевић, Новица (1983). „Лична власт књаза и уставне борбе”. Историја српског народа. 6 (1). Београд: Српска књижевна задруга. стр. 208—231.
- Ракочевић, Новица (1983). „У предвечерје светског рата”. Историја српског народа. 6 (1). Београд: Српска књижевна задруга. стр. 232—259.
- Ракочевић, Новица (1983). „Политичке и друштвене прилике”. Историја српског народа. 6 (1). Београд: Српска књижевна задруга. стр. 263—290.
- Микић, Ђорђе (1983). „Политичка, културна и привредна стремљења”. Историја српског народа. 6 (1). Београд: Српска књижевна задруга. стр. 291—315.
- Микић, Ђорђе (1983). „Између балканских суседа и великих сила”. Историја српског народа. 6 (1). Београд: Српска књижевна задруга. стр. 316—329.
- Микић, Ђорђе (1983). „Под младотурцима”. Историја српског народа. 6 (1). Београд: Српска књижевна задруга. стр. 330—348.
- Милутиновић, Коста (1983). „Настанак политике новог курса на Приморју”. Историја српског народа. 6 (1). Београд: Српска књижевна задруга. стр. 349—374.
- Крестић, Василије (1983). „Политички, привредни и културни живот у Хрватској и Славонији”. Историја српског народа. 6 (1). Београд: Српска књижевна задруга. стр. 375—431.
- Милутиновић, Коста (1983). „Хрватско-српска коалиција”. Историја српског народа. 6 (1). Београд: Српска књижевна задруга. стр. 432—495.
- Раденић, Андрија (1983). „Борба за политичка права у Јужној Угарској”. Историја српског народа. 6 (1). Београд: Српска књижевна задруга. стр. 496—554.
- Екмечић, Милорад (1983). „Друштво, привреда и социјални немири у Босни и Херцеговини”. Историја српског народа. 6 (1). Београд: Српска књижевна задруга. стр. 555—603.
- Екмечић, Милорад (1983). „Национални покрет у Босни и Херцеговини”. Историја српског народа. 6 (1). Београд: Српска књижевна задруга. стр. 604—648.

Књ. VI-2
- Митровић, Андреј (1983). „Сучељење са средњоевропским империјализмом”. Историја српског народа. 6 (2). Београд: Српска књижевна задруга. стр. 7—106.
- Митровић, Андреј (1983). „Надрастање пораза и подела”. Историја српског народа. 6 (2). Београд: Српска књижевна задруга. стр. 107—254.
- Ивић, Павле (1983). „Језичке прилике”. Историја српског народа. 6 (2). Београд: Српска књижевна задруга. стр. 257—290.
- Живковић, Драгиша (1983). „Доба реализма у књижевности”. Историја српског народа. 6 (2). Београд: Српска књижевна задруга. стр. 291—326.
- Палавестра, Предраг (1983). „Доба модернизма у књижевности”. Историја српског народа. 6 (2). Београд: Српска књижевна задруга. стр. 327—372.
- Палавестра, Предраг (1983). „Преображај реалистичког наслеђа”. Историја српског народа. 6 (2). Београд: Српска књижевна задруга. стр. 373—413.
- Медаковић, Дејан (1983). „Ликовне уметности на прелому два века”. Историја српског народа. 6 (2). Београд: Српска књижевна задруга. стр. 414—461.
- Самарџић, Радован (1983). „Наука код Срба у XIX и XX веку”. Историја српског народа. 6 (2). Београд: Српска књижевна задруга. стр. 462—505.
- Тешић, Владета (1983). „Школе и настава”. Историја српског народа. 6 (2). Београд: Српска књижевна задруга. стр. 506—549.